# Fennimore
Fennimore è una città degli Stati Uniti d'America, situata in Wisconsin, nella Contea di Grant.